# Amanda Bearse
Amanda Bearse (Winter Park, Florida, 1958. augusztus 9. –) amerikai színésznő, rendező és komikus. Legismertebb alakítását az Egy rém rendes család című sorozatban nyújtotta, melyben Marcy D'Arcy (korábban Marcy Rhoades) karakterét játszotta 1987 és 1997 között. Emellett a Frászkarika (Fright Night) című, 1985-ös horrorfilmben tűnt ki.

## Élete

### Pályafutása
Bearse a floridai Winter Parkban született és a New York Neighborhood Playhouse csoportban tanult színészetet, Sanford Meisner irányítása alatt. Első sikereit az „All My Children” című szappanoperában érte el, melyben 1981 és 1984 között Amanda Cousins szerepét formálta meg. Ezalatt több független- és B-filmben is feltűnt, beleértve a Protokoll (1984), a Bulis vakáció (1985) és a Frászkarika (1985) című filmeket. A nagy áttörést a FOX TV 1987-ben indult Egy rém rendes család című sorozatában érte el, melyben Marcy Rhoadest alakította. Egészen a műsor befejezéséig, 1997-ig szerepelt benne, ezzel ismertté vált a közönség előtt. Bearse emellett az 1995-ös Elátkozott generáció című filmben is játszott.
Az Egy rém rendes család forgatása alatt a rendezéssel is próbálkozott, 1991 és 1997 között mintegy harminc epizódot igazgatott.

### Magánélete
Bearse 1993 óta nyíltan vállalja leszbikusságát, jelenleg Los Angelesben él nevelt lányával és a Logo nevű, elsősorban melegeket célzó tévécsatorna számára rendez.

## Filmjei
- Elátkozott generáció (The Doom Generation, 1995) – színész
- Frászkarika – Veszélyes éj (Fright Night, 1985) – színész
- Bulis vakáció (Fraternity Vacation, 1985) – színész
- Protokoll (Protocol, 1984) - színész

### Sorozatok
- Ladies Man (1999) – rendező
- Helló, anyu (Reunited, 1998) – rendező
- Jesse (1998) – rendező
- Két srác, egy csaj meg egy pizzéria (Two Guys, a Girl, and a Pizza Place, 1998) – rendező
- Vágyrajárók (Rude Awakening, 1998) – rendező
- Veronica's Closet (1997) – rendező
- Dharma és Greg (Dharma & Greg, 1997–2002) – rendező
- Egy rém rendes család (Married… with Children, 1987–1997) – rendező, színész, forgatókönyvíró